# Reuzenoorvleermuizen
De reuzenoorvleermuizen (Megadermatidae) zijn een familie van vleermuizen uit de tropische en subtropische delen van de Oude Wereld. De reuzenoorvleermuizen behoren tot de grootste soorten vleermuizen. Ze zijn verwant aan de klapneusvleermuizen (Rhinopomatidae), hoefijzerneusvleermuizen (Rhinolophidae) en bladneusvleermuizen van de Oude Wereld (Hipposideridae). De reuzenoorvleermuizen zijn voornamelijk carnivoor.
Reuzenoorvleermuizen hebben een kop-romplengte tussen de 65 en de 140 millimeter en een gewicht van 37 tot 123 gram. Ze hebben een lange, zijdeachtige vacht. De vachtkleur is zeer variabel. De reuzenoorvleermuizen hebben grote koppen met grote ogen. De oren zijn zeer groot en aan de basis met elkaar verbonden. Het neusblad is lang en rechtopstaand. De vleugels zijn groot en breed en de achterpoten lang en dun. Het staartmembraan is breed, maar de staart is zelf slechts rudimentair.
Reuzenoorvleermuizen zijn carnivoren, die op grote ongewervelden en kleine gewervelden als andere vleermuizen, amfibieën, reptielen en vissen jagen. Voor zonsondergang komen ze tevoorschijn om te jagen. Vanaf een hoge plaats in een boom zoeken ze naar ritselende geluiden in de vegetatie, waarna ze op jacht gaan. Soms maken ze ook gebruik van echolocatie. Met het grootste gemak stijgen ze op vanaf de grond. De prooi eten ze niet ter plekke op, maar nemen ze mee naar dezelfde hoge plaats.
De reuzenoorvleermuizen komen voor in de tropische en subtropische gebieden van Afrika, Zuid- & Zuidoost-Azië en Australië. Ze verblijven overdag in kleine groepjes in grotten, holle bomen en gebouwen.

## Soorten
Er zijn zeven levende soorten in zes geslachten.
- Familie Megadermatidae (Reuzenoorvleermuizen)
  - Geslacht Afropterus†
  - Geslacht Cardioderma
    - Hartneusvleermuis (Cardioderma cor)

  - Geslacht Eudiscoderma
    - Eudiscoderma thongareeae

  - Geslacht Lavia
    - Afrikaanse geelvleugelvleermuis (Lavia frons)

  - Geslacht Lyroderma
    - Lierneusvleermuis (Lyroderma lyra)
    - Lyroderma sinense

  - Geslacht Macroderma
    - Australische spookvleermuis (Macroderma gigas)

  - Geslacht Megaderma
    - Reuzenoorvleermuis (Megaderma spasma)

  - Geslacht Necromantis†

Vleerhonden · Kitti's varkensneusvleermuis · Klapneusvleermuizen · Reuzenoorvleermuizen · Hoefijzerneuzen · Bladneusvleermuizen van de Oude Wereld · Spleetneusvleermuizen · Schedestaartvleermuizen · Nieuw-Zeelandse vleermuizen · Hechtschijfvleermuizen · Furievleermuizen · Hazenlipvleermuizen · Plooilipvleermuizen · Bladneusvleermuizen van de Nieuwe Wereld · Trechteroorvleermuizen · Zuigschijfvleermuizen · Bulvleermuizen · Miniopteridae · Gladneuzen